# Vajska
Vajska (cyr. Вајска) – wieś w Serbii, w Wojwodinie, w okręgu południowobackim, w gminie Bač. W 2011 roku liczyła 2834 mieszkańców.